# Cynometra oaxacana
Cynometra oaxacana es una especie de planta que pertenece a la familia Fabaceae. En Oaxaca, México la llaman tamarindillo.

## Clasificación y descripción
Es un árbol que crece de 15 hasta 20 m y puede alcanzar un diámetro de hasta 20 cm. Presenta una copa ancha frecuentemente ramificada desde cerca de la base de tronco. Tiene una corteza externa lisa, granular de color verde negruzco, la corteza interna es de color pardo naranja, no presenta exudado. La densidad de su madera es de 0.98 gr/cm^3. Las hojas presenta una yema ovoide, de 2 a 3 mm de largo se encuentra cubierta por numerosas estípulas, brillantes de color moreno, glabras. Con dos estípulas de 2 a 3 mm de largo, ovadas, longitudinalmente estriadas, glabras. Las hojas son alternas y dísticas compuestas por un par de folíolos opuestos, asimétricos, elípticos con márgenes enteros, miden de 2.8 x 1.1 a 10.5 x 5 cm, el ápice es agudo, obtuso o redondeado, base muy asimétrica, aguda en un lado, redondeada o truncada en el otro; el haz es de color verde oscuro brillante y el envés es más pálido, a veces coriáceo o glabro, con abundantes puntos y líneas translúcidas. El pecíolo mide de 2 a 3 mm de largo conspicuamente corrugados en forma transversal. Las flores se encuentran en pequeños racimos de 1.5 a 3 cm de largo, la base de la inflorescencia sostenida por varias brácteas ovadas, pedicelos pubescentes de 0.6 a 1 cm de largo; las flores ligeramente zigomorfas, miden de 7 a 8 mm de diámetro; cinco sépalos de color crema blancuzco, miden de 3 a 4 mm de largo, estrechamente elípticos; tiene 5 pétalos de color blanco, aproximadamente 4 mm de largo, elípticos, unguiculados, con el ápice obtuso, glabros, tiene 10 estambres libres de color blanco. El tipo de fruto es una vaina indehiscente, aplanada, mide 2 x 1.5 a 2.8 x 2 cm, es leñosa, de color pardo grisácea, con el ápice redondeado, asimétrica y en la base con una estípula pequeña, áspera con numerosas lenticelas; contiene una semilla en forma de frijol.

## Distribución y hábitat
Se encuentra a orilla de ríos, a una altitud de 0-200 m s. n. m. Florece de junio a octubre y los frutos maduran de septiembre a noviembre. Se localiza en México en los estados de Campeche, Chiapas, Colima, Guerrero, Jalisco y Oaxaca, y Guatemala.